# Anatoli Kouznetsov
Cet article concerne l'écrivain. Pour l'acteur, voir Anatoli Kouznetsov (acteur).
Pour les articles homonymes, voir Kouznetsov.
Anatoli Vasilievitch Kouznetsov (en russe : Анатолий Васильевич Кузнецов) est un écrivain soviétique né le 18 août 1929 à Kiev (RSS d'Ukraine, en Union soviétique) et décédé le 13 juin 1979 à Londres qui a décrit son expérience de l’occupation allemande à Kiev durant la Seconde Guerre mondiale dans son roman à la renommée internationale Babi Yar.

## Biographie
Dans son enfance, Anatoli Kouznetsov vit avec sa mère, une enseignante, et ses grands-parents à la périphérie de Kiev, dans le quartier historique de Koureniovka. Son père, ancien soldat de l'Armée rouge et ingénieur soviétique, a quitté la famille et s'est installé à Nijni-Novgorod. Pendant les deux ans de l'occupation allemande de Kiev, il consigne en secret les événements qui ont lieu dans la ville dans un journal. Par la suite, ce document constituera la base du roman Babi Yar.
Anatoli Kouznetsov suit une formation au studio de ballet de l'Opéra national de Kiev, puis devient danseur de ce théâtre. Son expérience sur scène sera relatée dans la nouvelle Artist mimansa (Артист миманса) publiée en 1963 dans Novy Mir. À cette époque il adhère à l'organisation de jeunesse communiste, le Komsomol, mais bientôt déçu, déchire sa carte de membre.
En 1952, il travaille à la construction de la centrale hydroélectrique de Kakhovka où il rejoint les rangs de Komsomol pour la deuxième fois. Membre du PCUS depuis 1955. En 1955, il commence les études à l'Institut de littérature Maxime-Gorki dont il est diplôme en 1960. En 1960 également nait son fils Aleksei de son mariage avec Irina Martchenko, sa camarade d'études à l'Institut littéraire. Il est envoyé effectuer un stage à la construction de barrage de Bratsk et barrage d'Irkoutsk ce qui lui donne le matériel pour sa première nouvelle La Suite de la légende (Продолжение легенды, 1957). En 1960-1969, il vit à Toula, où il occupe le poste de secrétaire exécutif de la section locale de l'Union des écrivains soviétiques et de secrétaire adjoint du parti communiste. En 1964, il publie l'histoire À la maison (У себя дома) consacrée à la vie de la ferme collective.
En 1966, l'écrivain décide de publier ses souvenirs de vie dans Kiev occupé. En plus des données autobiographiques il inclut dans son roman les témoignages de personnes qui ont survécu à la fusillade de Babi Yar. Le roman rencontre beaucoup d'obstacles de la part de la censure soviétique et ne sera publié que sous une forme abrégée d'abord dans la revue Iounost (numéro 8-10, 1966), et un an plus tard, par la maison d'édition Molodaïa Gvardia (en). Les Éditeurs français réunis, dirigés par Louis Aragon et Madeleine Braun, le publie en France cette même année 1967. Puis vint le roman profondément pessimiste Feu sur l'effondrement des espoirs de jeunesse. En juin 1969, Kouznetsov devient membre du comité de rédaction de la revue Iounost.
Le 24 juillet 1969, Kouznetsov réussit à se faire admettre dans un groupe de journalistes soviétiques partant pour Londres. Il fait croire qu'il se prépare à y rédige un article à l'occasion du 2e congres du Parti ouvrier social-démocrate de Russie et de l'anniversaire des cent ans de Lénine. Il avoue plus tard être devenu indicateur de KGB et avoir écrit les rapports sur plusieurs de ses collègues, notamment sur Evgueni Evtouchenko, pour gagner la confiance des services de renseignement et pouvoir sortir de l'URSS. Une semaine après son arrivée à Londres, le 30 juillet 1969, il demande un asile politique qu'on lui accorde. Il annonce sa sortie du parti communiste et de l'Union des écrivains soviétiques ainsi que le changement de son nom de famille, expliquant que Kouznetsov c'était un auteur poltron, conformiste et malhonnête. Il se prénomme désormais Anatoly. 
En 1970, la maison d'édition allemande Posev Verlag fondée par l'Union des solidaristes russes publie le texte intégral de Babi Yar avec les commentaires de l'auteur. 
Depuis 1972, il est animateur de la section britannique de Radio Free Europe, avec sa participation sortent 233 émissions Écrivains au microphone. Mais il n'écrit plus de livres.
Anatoli Kouznetsov meurt à son domicile d'un arrêt cardiaque après avoir surmonté deux infarctus du myocarde. Il est enterré au cimetière de Highgate.

## Œuvres traduites en français
- Anatoli Kouznetsov, Babi Yar, Robert Laffont, 2011  (ISBN 978-2221127032) (450 p.)
- Anatoli Kouznetsov, Un artiste. In revue Lettres russes, n°11 (février 1993) <http://www.lettres-russes.fr/sommaires.html?nocache=115>